# Trevor Davies
Trevor Cecil Davies (Londra, 1928 – Sutton, 22 settembre 2012) è stato un cestista britannico.

## Carriera
Ha disputato le olimpiadi del 1948, a Londra, giocando otto partite.